# Raïon de Fastiv
Le raïon de Fastiv (en ukrainien : Фастівський район) est un raïon (district) dans l'oblast de Kiev en Ukraine.
Avec la réforme administrative de l'Ukraine de 2020, le nouveau raïon est formé des anciens raïons de Vassylkiv, Makariv, Kiev-Sviatochyn et Fastiv.

## Culture
Une église en bois classée : l'église de l'Intercession de Fastiv.

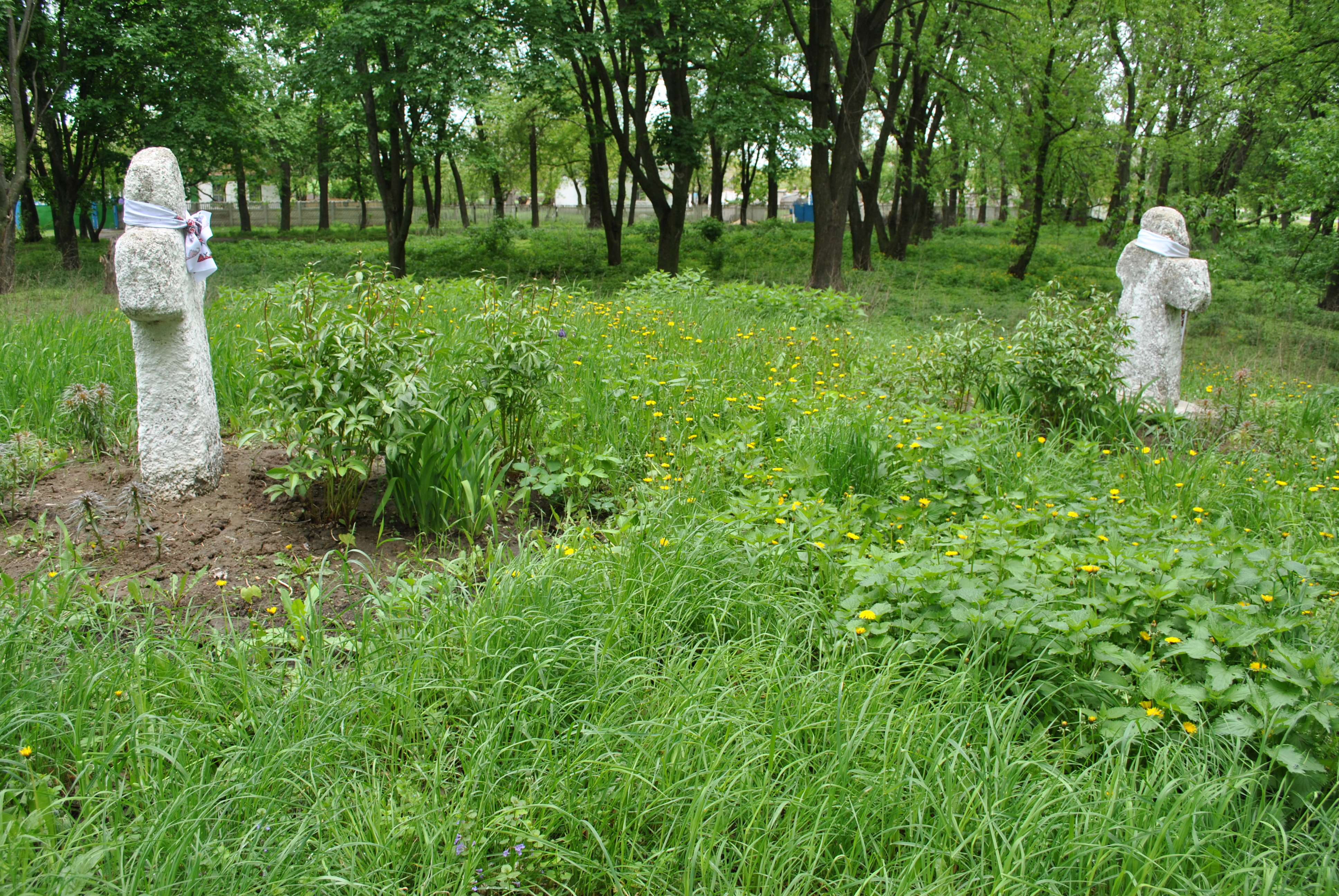
Croix cosaques classées[3] à Korolivka,
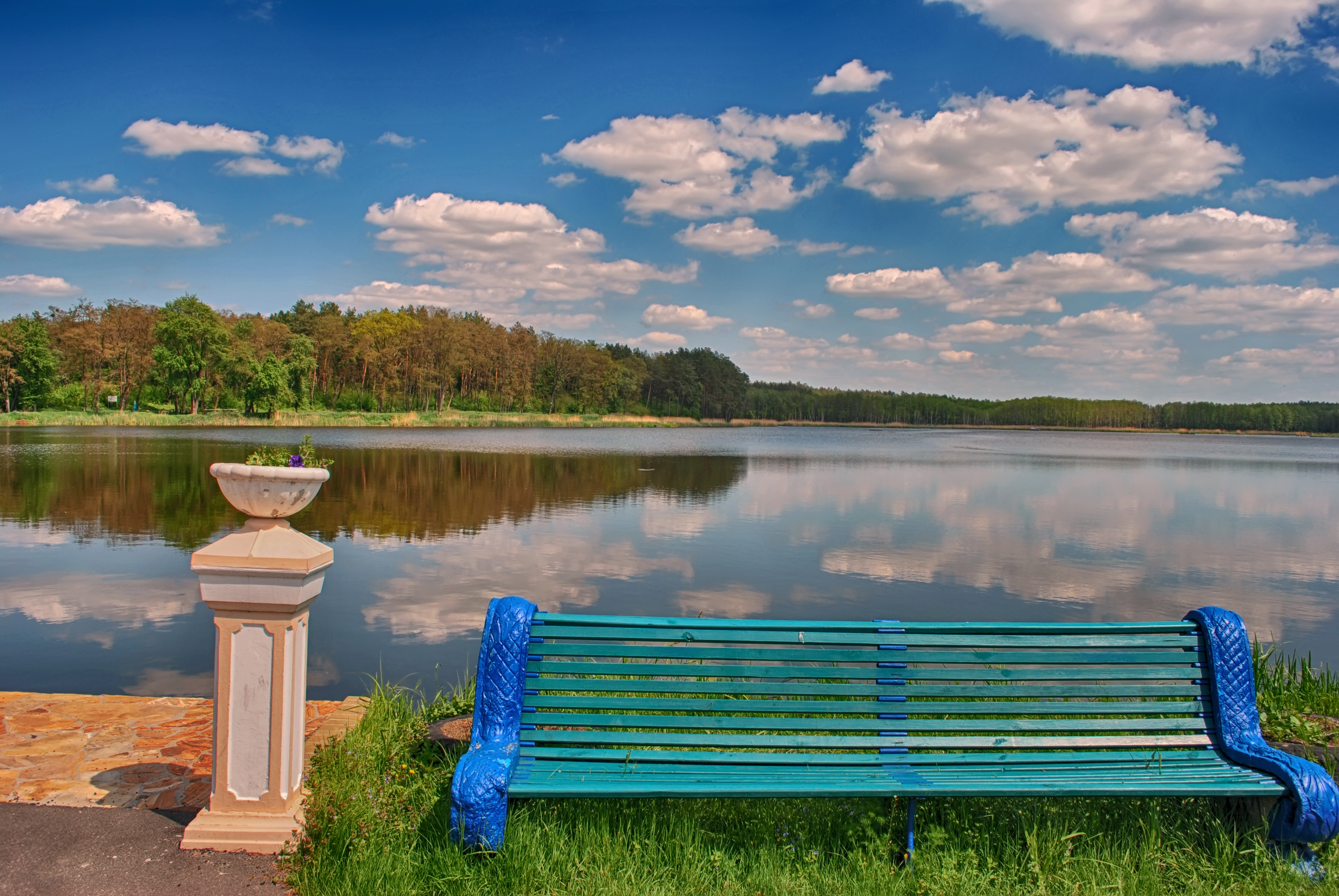
colline fortifiée de Mlynok classée[4],
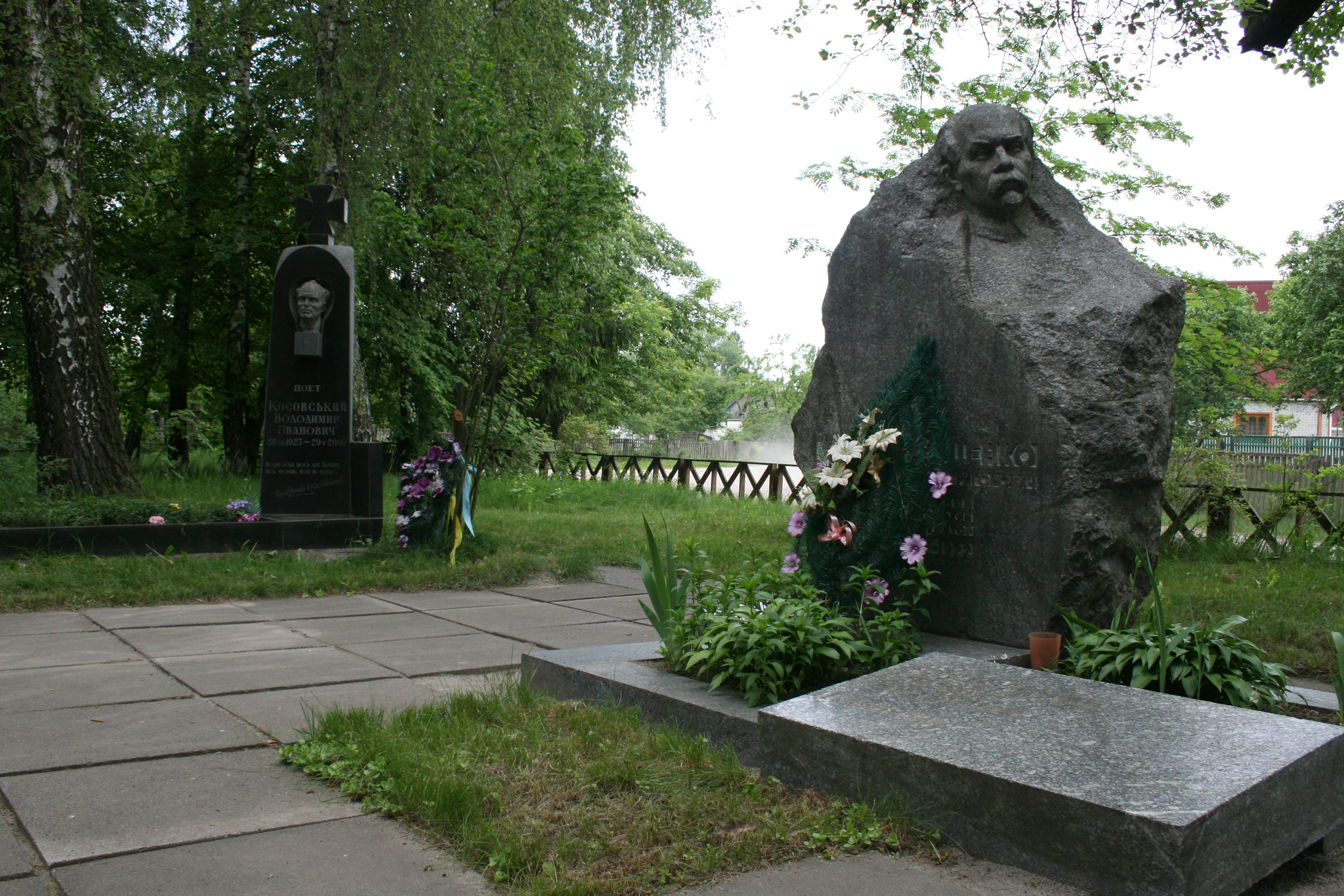
Tombes de Kyrylo Stetsenko et Volodymyr Kosovskyi deux artistes de Vepryk classés[5],[6],
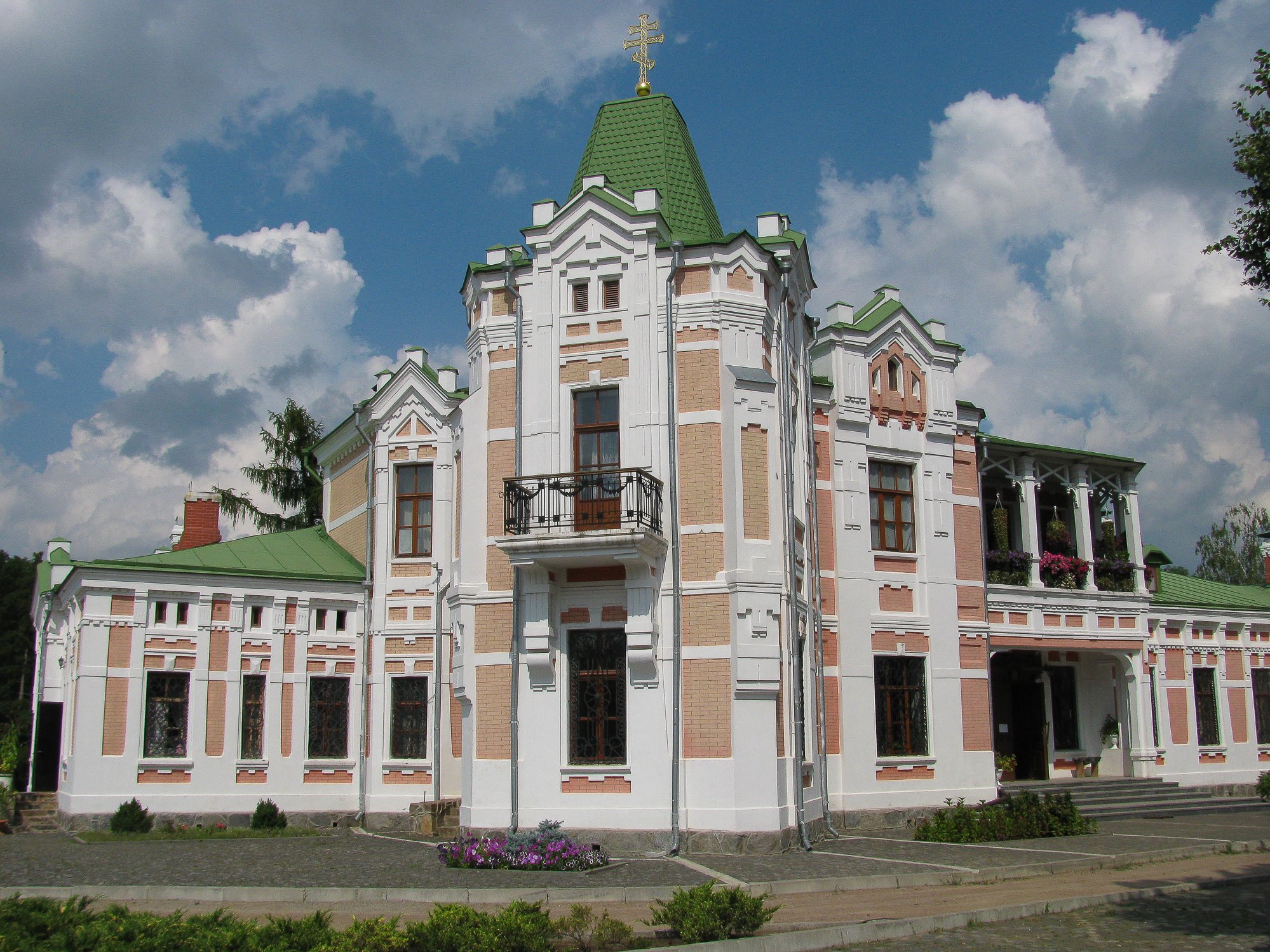
manoir de Tomachivka classé[7],[8],
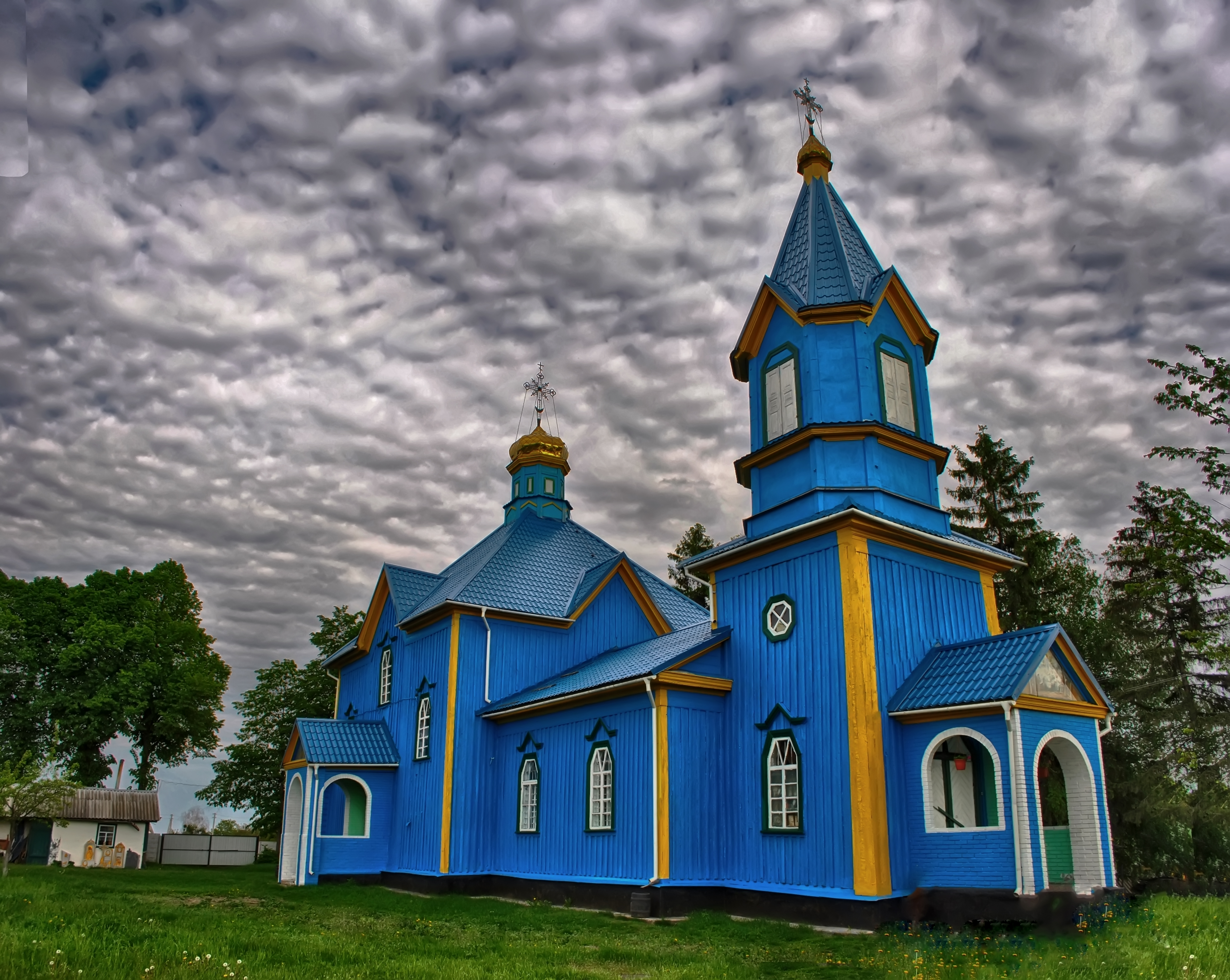
église de l'intercession de Motovilivka classée[9].